# 中野玄三
中野 玄三（なかの げんぞう、1924年1月1日 - 2014年4月21日）は、日本の美術史学者。嵯峨美術短期大学名誉教授。

## 経歴
佐賀県唐津市に生まれる。筑豊の貝島鉱山に勤めていた父の急逝により、家族で東京に転居した。第二荏原尋常高等小学校、名教中学を経て飛び級で陸軍予科士官学校に入学。運動が苦手で劣等生となるもどうにか卒業し、陸軍航空士官学校に進学、整備を学ぶ。1943年、陸軍航空士官学校を卒業（56期）、中国東北部温春に駐屯。戦況悪化により所属の戦隊が千葉県東金飛行場へ移動、そこで終戦を迎えた。
戦後、農家の下働きや工場の守衛などをして食いつなぐなか、訪れた東京国立博物館で百済観音のレプリカを目にし、仏像への興味を持つ。博物館が主催する京都や奈良への鑑賞旅行に参加し、関西の大学で美術を学ぼうと一念発起、1953年、京都大学文学部に合格する。史学科国史学専攻で学び、1957年、卒業。
大学卒業後、京都府教育庁文化財保護課に就職、府下の文化財について調査研究を行う。1967年、奈良国立博物館に転職、学芸員として密教図像や社寺縁起絵を研究、『国宝重要文化財　仏教美術』（未完）の編集に携わる。1974年、京都国立博物館美術室長に就任。1984年、京都文化短期大学教授、1988年、嵯峨美術短期大学教授、1991年から1994年まで学長を務めた。府下市町村史の編纂、大覚寺聖教調査を指揮した。
1990年、「日本浄土教絵画の研究」で京大文学博士。2014年4月21日、鼻腔悪性黒色腫のため京都府城陽市の病院で死去。享年90。

## 著書
- 鞍馬寺 （中央公論美術出版 (美術文化シリーズ) 1972年）
- 法界寺 （中央公論美術出版 (美術文化シリーズ) 1974年）
- 悔過の芸術 仏教美術の思想史 （法蔵館 (法蔵選書) 1982年4月）
- 日本仏教絵画研究 （法蔵館 1982年11月）
- 日本仏教美術史研究 （思文閣出版 1984年10月）
- 仏画の鑑賞 （大阪書籍 (朝日カルチャーVブックス) 1985年6月）
- 来迎図の美術 （同朋舎出版 1985年5月）
- 日本人の動物画 古代から近代までの歩み （朝日選書 1986年3月）
- 六道絵の研究 （淡交社 1989年2月）
- 日本仏教美術史研究 続 （思文閣出版 2006年2月）
- 日本仏教美術史研究 続々 （思文閣出版 2008年12月）

## 共編著
- 京都 （赤松俊秀共著 郷土の文化財 第15 宝文館出版 1965年）
- 京都の仏像 （塚本善隆共著 淡交社 1968年）
- 奈良の仏像 （井上靖共著 淡交社 1969年）
- 不動の怒 （高階秀爾共著 淡交社 1969年）
- 日本美術全集 第7巻 浄土教の美術 平等院鳳凰堂 （学習研究社 1978年8月）
- 大和の古寺 5 秋篠寺・法華寺・海龍王寺・不退寺 （岩波書店 1981年10月）
- 日本の仏像観音 （淡交社 1982年7月）
- 仏教美術用語集 （淡交社 1983年5月）
- 日本美を語る 第5巻 彼岸への憧憬 平等院と浄土教の寺々 （竹西寛子共編 ぎょうせい 1989年8月）
- 方法としての仏教文化史 ヒト・モノ・イメージの歴史学 （加須屋誠、上川通夫共編 勉誠出版 2010年11月）